# Bukhar-Zhyrau
Bukhar-Zhyrau är ett distrikt i Kazakstan.   Det ligger i oblystet Qaraghandy, i den centrala delen av landet, 220 km sydost om huvudstaden Astana. Antalet invånare är 64 003.